# Fletcher Warren
William Fletcher Warren (* 3. März 1896 in Wolfe City, Texas; † 8. Januar 1992) war ein US-amerikanischer Diplomat, der unter anderem zwischen 1945 und 1947 Botschafter der Vereinigten Staaten in Nicaragua, von 1947 bis 1950 Botschafter in Paraguay, zwischen 1951 und 1956 Botschafter in Venezuela sowie zuletzt von 1956 bis 1960 Botschafter in der Türkei war.

## Leben
William Fletcher Warren leistete zwischen 1918 und 1919 Militärdienst in der US Army und nahm 1918 noch für einige Zeit am Ersten Weltkrieg teil. Nach Kriegsende begann er ein grundständiges Studium an der University of Texas, welches er 1921 mit einem Bachelor of Arts (BA) beendete. Daraufhin trat er 1921 als Foreign Service Officer in den diplomatischen Dienst des Außenministeriums ein und fand in den folgenden Jahren zahlreiche Verwendungen im Ministerium sowie an Auslandsvertretungen. Zu Beginn seiner diplomatischen Laufbahn war er zwischen 1921 und 1925 Vizekonsul in Havanna sowie von 1929 bis 1931 Konsul in Barranquilla, zwischen 1931 und 1934 in Budapest, von 1934 bis 1936 in Managua sowie zuletzt zwischen 1936 und 1938 Konsul in Riga. Nach seiner Rückkehr war er im Außenministerium von 1938 bis 1940 Exekutivassistent von Außenminister Cordell Hull sowie im Anschluss von 1940 bis 1942 stellvertretender Leiter des Referats für die Korrelation ausländischer Aktivitäten (Division of Foreign Activity Correlation). Nachdem er zwischen 1942 und 1943 Botschaftsrat an der Botschaft in Kolumbien war, fungierte er von 1944 bis 1945 als Exekutivassistent des Leiters der Unterabteilung Gesetzgebungsangelegenheiten (Assistant Secretary of State for Legislative Affairs), Dean Acheson.
Am 6. April 1945 wurde Warren zum Botschafter der Vereinigten Staaten in Nicaragua ernannt und übergab dort am 9. Mai 1945 als Nachfolger von James Bolton Stewart seine Akkreditierung. Er verblieb auf diesem Posten bis zum 4. Mai 1947 und wurde später von George Price Shaw abgelöst. Bereits am 10. April 1947 wurde er selbst wiederum zum Botschafter in Paraguay ernannt, wo er am 8. Oktober 1947 als Nachfolger von Willard L. Beaulac sein Beglaubigungsschreiben überreichte. Dieses Amt bekleidete er bis zum 25. Juli 1950, woraufhin Howard H. Tewksbury seine Nachfolge antrat. Nach seiner Rückkehr übernahm er im Außenministerium zwischen 1950 und 1951 den Posten als Leiter des Refeferats Südamerika (Office of South American Affairs).
Im Anschluss erfolgte am 3. Oktober 1951 die Ernennung von Fletcher Warren zum Botschafter in Venezuela und übergab dort am 21. November 1951 seine Akkreditierung als Nachfolger von Norman Armour. Er übte diese Funktion bis zum 24. März 1956 aus und wurde daraufhin von Dempster McIntosh abgelöst. Zuletzt wurde er am 7. März 1956 zum Botschafter in der Türkei ernannt, wo er am 13. Juni 1956 als Nachfolger von Avra M. Warren sein Beglaubigungsschreiben überreichte. Er verblieb auf diesem diplomatischen Posten bis zum 15. November 1960 und wurde im Anschluss von Raymond A. Hare abgelöst.
Fletcher Warren war seit 1922 mit Wilhelmina Kuenstler verheiratet und wurde nach seinem Tode auf dem Mount Carmel Cemetery in seinem Geburtsort Wolfe City beigesetzt.